# 赵铭 (1960年)
赵铭（1960年4月—），男，满族，籍贯辽宁岫岩。1982年8月参加工作，1984年12月加入中国共产党。北京大学经济系经济专业大学学历，经济学学士。曾任中共鸡西市委书记、大庆市委书记、哈尔滨市人大常委会主任。

## 经历
1978年10月，在北京大学经济系学习。1982年毕业后成为中共黑龙江省委宣传部干事，之后在黑龙江省人民政府办公厅工作。1999年1月，任黑龙江省人民政府办公厅副主任。2000年6月，任黑龙江省人民政府研究室主任、党组书记。2002年4月，任黑龙江省经济体制改革办公室主任、党组书记兼省金融工作领导小组办公室主任。2003年12月，任黑龙江省人民政府副秘书长。2007年2月，任黑龙江省人民政府办公厅主任。
2013年9月，任中共鸡西市委书记、市人大常委会主任。2014年12月，接替被调查的韩学键担任中共大庆市委书记。
2017年1月，当选哈尔滨市人大常委会主任。2018年2月24日，当选为第十三届全国人大代表。2022年4月卸任哈尔滨市人大常委会主任。